# Вилијам Рој Хоџсон
Потпуковник Вилијам Рој Хоџсон (22. мај 1892 — 24. јануар 1958) био је аустралиски војник, јавни службеник и дипломата. Његова значајна достигнућа била су укљученост у формирање Генералне скупштине Уједињених нација и представљање Аустралије на међународном нивоу на великом броју дипломатских конференција за време на Другог светског рата. Хоџсон је такође био и члан комитета за састављање Универзалне декларације о људским правима. 

## Биографија
Хоџсон је рођен 22. маја 1892. године у Кингстону, Викторија. Школовао се на Рударском факултету у Баларату и, као члан прве класе из 1911. године, на Краљевском војном колеџу у Дантрону. Дипломирао је 1914. године и био додељен Првој аустралијској империјалној сили и био је послат у Египат пре борбе у Галипољској кампањи. Током тог периода, ранио га је турски снајпериста и веровало се да је мртав. Ипак, вратио се жив у Аустралију 1917. године и награђен је Ратним крстом Француске (фр. Croix de Guerre). 
Хоџсон се венчао са Мјуријел Дејзи Макдауел 18. октобра 1919. године у Христовој цркви, Саут Јара, Мелбурн. Био је део Генералштаба АМФ, војног штаба, у Мелбурну од 1918. године и постао је шеф војне обавештајне службе 1925. године. Унапређен је 1. јануара 1926. године. 
У слободно време, Хоџсон се образовао на пољу рачуноводства и студирао право на Универзитету у Мелбурну, а дипломирао из области права 1929. године. Те године је био премештен на шест месеци у Комисију за развој и миграцију. 
Током 1934. године поднео је оставку у служби за одбрамбене силе и добио почасни чин потпуковника, продужујући своју умешаност у војну обавештајну службу до 1936. године. Исте, 1934, године постао је помоћник секретара који је надгледао огранак Одељења премијера, а који се бавио спољним пословима.  Године 1935. Хоџсон је био постављен за секретара Одељења за спољне послове. Као саветник за спољне послове, присуствовао је Империјалној конференцији 1937. године у Лондону. До момента оставке на месту шефа одељења 1945. године, значајно је допринео развоју професионалне дипломатске службе. 

## Дипломатија и укљученост у Уједињеним нацијама
Године 1945, Хоџсон је био вршилац дужности Врховног комесара у Канади, а потом је био именован за амбасадора у Француској. Те године је такође присуствовао Конференцији Уједињених нација у Сан Франциску и био лидер аустралијске делегације припремне комисије УН у Лондону. Био је и аустралијски делегат на првој Генералној скупштини, одржаној у Лондону током 1945—46. године, као и аустралијски представник у Савету безбедности и Комисији за људска права. Био је и аустралијски делегат на Париским мировним уговорима 1947. године. 
Током 1946. године ОУН ја основала Комисију за људска права, а пуковник Хоџсон је дао значајни допринос. Елеонор Рузвелт је преузела улогу председавајућег Комисије и задатак да састави Универзалну декларацију о људским праима, при чему је и Хоџсон био део тог комитета. Он је био лично заинтересован за спровођење људских права и залагао се за међународни трибунал за подношење жалби. Као алтернативу, Хоџсон је предложио да декларација буде правно извршна, што није био приоритет других чланова комитета. 
Хоџсон је 1947. године био именован за шефа аустралијске мисије ОУН у Њујорку и исто тако је представљао Аустралију у Комисији за атомску енергију УН. Поред тога, 1948. године је био представник Комисије ОУН за Балкан, као и представник Економско-социјалног савета и делегат Генералне скупштине ОУН. Хоџсон је наставио да ради у комисији и делегацији све до његовог постављања за шефа аустралијске мисије у Јапану и за британског представника Комонвелта у Савезничком већу за Јапан. 
Године 1949. био је изабран за Високог комесара у Јужној Африци и остао тамо до 1956. године, вративши се у Аустралију како би се пензионисао 1957. године. 
Хоџсон је 1934. године именован за Официра у Реду Британске империје, а одликован је и Орденом Светог Михаила и Светог Ђорђа 1951. године. 